# Административное деление Туркменистана
Территория Туркменистана подразделяется на велаяты, этрапы, города и другие административно-территориальные единицы . Административно-территориальное устройство представлено пятью велаятами (Ахалский, Балканский, Дашогузский, Лебапский и Марыйский), каждый из которых подразделяются на этрапы (всего 37 этрапа), а также Ашхабадом с правами велаята. Исполнительную власть в велаятах, городах и этрапах осуществляют хякимы.

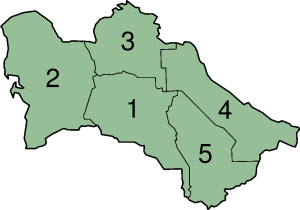
Велаяты (области) Туркменистана:
1 — Ахалский; 2 — Балканский; 3 — Дашогузский; 4 — Лебапский; 5 — Марыйский.

## Законодательство
Современное административно-территориальное устройство Туркменистана определяется законом «О порядке решения вопросов административно-территориального устройства Туркменистана, присвоения наименований и переименования государственных предприятий, организаций, учреждений и других объектов», принятым 18 апреля 2009 года. Закон основывается на положениях конституции Туркменистана 2008 года и определяет структуру административно-территориального устройства страны, порядок образования и упразднения административно-территориальных единиц, присвоения и изменения их наименований и изменения их границ. Согласно указанному закону, вопросы административно-территориального устройства решаются Меджлисом Туркменистана по представлению Кабинета Министров Туркменистана.

## Структура
В соответствии с Законом от 18 апреля 2009 года населённые пункты Туркменистана подразделяются на городские (города и посёлки) и сельские (сёла). В Туркменистане (данные на 1 октября 2018 года) 51 город, относящиеся к трём административным категориям, 62 посёлка и 1717 сёл.
В административном отношении Туркменистан состоит из велаятов, этрапов, генгешликов и населённых пунктов пяти административных категорий (данные на 1 октября 2018 года):
- велаятов (5);
- городов с правами велаята (городов с населением, превышающим 500 тысяч человек; фактически один Ашхабад);
- этрапов (43 в велаятах и 6 в городах);
- городов с правами этрапа (городов с населением, превышающим 30 тысяч человек; таких городов насчитывается 11);
- городов в этрапе (к этой категории могут быть отнесены посёлки с населением, превышающим 8 тысяч человек, а также перспективные посёлки с меньшим населением, в которых расположены промышленные предприятия, развито жилищно-коммунальное хозяйство, имеется сеть социально-культурных учреждений и организаций торговли и быта; городов этой категории насчитывается 39);
- посёлков (к этой категории относятся сёла с населением, превышающим 2 тысячи человек, а также перспективные сёла с меньшим населением, достигшие определённого уровня благоустройства, на территории которых расположены предприятия и организации, железнодорожные станции, гидротехнические сооружения, санатории и другие лечебные учреждения; в Туркменистане насчитывается 62 посёлка);
- генгешликов (504; генгешлик образуется из территории одного или нескольких сёл);
- сёл (к этой категории относятся населённые пункты с населением, превышающим 50 человек постоянного населения и характеризующиеся упорядоченной застройкой; в Туркменистане насчитывается 1717 село).

| № | Русское название   | Туркменское название | Админ. центр | Население, чел. (2005) | Площадь (км²) | Плотность (чел./км²) | Число районов (этрапов)               | Число городов | Число посёлков | Число генгеш- ликов | Число сельских населённых пунктов |
| - | ------------------ | -------------------- | ------------ | ---------------------- | ------------- | -------------------- | ------------------------------------- | ------------- | -------------- | ------------------- | --------------------------------- |
| 1 | Ашхабад            | Aşgabat şäheri       |              | 871 500                | 470           | 1854,26              | 4 (городские районы)                  | 1             | -              | -                   | -                                 |
| 2 | Ахалский велаят    | Ahal welaýaty        | Аркадаг      | 939 700                | 97 160        | 9,67                 | 7                                     | 8             | 10             | 89                  | 235                               |
| 3 | Балканский велаят  | Balkan welaýaty      | Балканабат   | 553 500                | 139 270       | 3,97                 | 6 (кроме того 2 в городе Туркменбашы) | 10            | 13             | 33                  | 112                               |
| 4 | Дашогузский велаят | Daşoguz welaýaty     | Дашогуз      | 1 370 400              | 73 430        | 18,66                | 9                                     | 9             | 1              | 134                 | 612                               |
| 5 | Лебапский велаят   | Lebap welaýaty       | Туркменабат  | 1 334 500              | 93 730        | 14,24                | 10                                    | 15            | 24             | 105                 | 429                               |
| 6 | Марыйский велаят   | Mary welaýaty        | Мары         | 1 480 400              | 87 150        | 16,99                | 11                                    | 8             | 14             | 143                 | 329                               |
|   | Всего              |                      |              | 6 550 000              | 491 210       | 13,33                | 43 (кроме того 6 в городах)           | 51            | 62             | 504                 | 1717                              |

## История

### Советский период

Среднеазиатские владения России в начале XX века

В 1917 году территория современного Туркменистана входила в состав Закаспийской области (Столица — Асхабад) и Бухарского эмирата. В 1919 году была образована Туркестанская Советская Федеративная Республика с центром в Ташкенте, куда вошла большая часть Туркменистана. Сам Туркменистан, как отдельная административная единица, был выделен в 1921 году в виде Туркменской области. После ликвидации Бухарской НСР в 1924 году, её западные районы были объединены с Туркменской областью в Туркменскую ССР.
Туркменская ССР первоначально делилась на округа: Керкинский, Ленинский (позже — Чарджуйский), Мервский, Полторацкий (позже — Ашхабадский) и Ташаузский. В 1939 году было введено областное деление:
- Ашхабадская область
- Красноводская область
- Марыйская область
- Ташаузская область
- Чарджоуская область

В 1943 году из части Чарджоуской области была образована Керкинская область, просуществовавшая до 1947 года. В том же году была ликвидирована Красноводская область, районы переданы Ашхабадской области.
В 1952 году Красноводская область была восстановлена, но в 1955-м опять ликвидирована, районы вновь переданы Ашхабадской области.
В 1959 году была ликвидирована Ашхабадская область. Кировский, Серахский и Тедженский районы переданы Марыйской области, остальные районы перешли в непосредственное республиканское подчинение.
В 1963 году ликвидируются Марыйская, Ташаузская и Чарджоуская области, часть районов ликвидирована, оставшиеся районы областей перешли в непосредственное республиканское подчинение. Таким образом, с 1963 года Туркменская ССР состояла только из районов республиканского подчинения.
В 1970 году восстанавливаются Марыйская, Ташаузская и Чарджоуская области.
В 1973 году восстанавливаются также Ашхабадская и Красноводская области, районы республиканского подчинения прекращают существование.
В 1988 году Ашхабадская и Красноводская области вновь ликвидируются.
В 1991 году на территории бывшей Красноводской области образовывается Балканская область с центром в Небит-Даге.

### Постсоветский период
В 1992 году на территории бывшей Ашхабадской области образовывается Ахалский велаят со столицей сначала в Ашхабаде, а позже в Аннау, затем, после начала осуществления проекта «Рухабад», Рухабатский этрап. Балканская и Марыйская области переименовываются, соответственно, в Балканский и Марыйский велаят. Ташаузская область становится Дашогузским велаятом, Чарджоуская — Лебапским. Город Ашхабад является отдельной административной единицей, приравненной к велаяту.
Велаяты делятся на этрапы (районы) и города с правами этрапа, каждый из которых возглавляется хякимом. В составе этрапов находятся города местного подчинения, посёлки и генгешлики (состоящие из одного или нескольких сёл).